# Duitse militaire begraafplaats Brumleytal
De Duitse militaire begraafplaats Brumleytal is een militaire begraafplaats in Noordrijn-Westfalen, Duitsland. Op de begraafplaats liggen omgekomen Duitse militairen uit de Tweede Wereldoorlog.

## Begraafplaats
Op de begraafplaats rusten 42 Duitse militairen. Allen kwamen om tijdens de strijd om de "Riesenbecker Berg" in het Brumleytal. Tijdens de gevechten, die plaatsvonden op 3 april 1945, kwamen ook 114 Britten om het leven.